# Adrenaline Amusements
Adrenaline Amusements, Inc. est une entreprise canadienne fondée en 2010, basée à Montréal au Canada, qui fabrique, développe et distribue des jeux d'arcade ainsi que des jeux vidéo sur téléphone mobile.

## Historique
Adrenaline Amusements est fondé en 2010 et sa principale activité est la création de jeux d'arcade et des jeux vidéo sur téléphone mobile.

## Liste de jeux d'arcade
- Monster Factory
- Jetpack Joyride Arcade
- Fruit Ninja FX2
- Skylanders
- Black Out
- Lane Splitter Extreme
- Infinity Blade FX
- Fruit Ninja FX
- Flight Control FX
- Kaboom
- Spinner Frenzy
- Blox Breaker
- Tomb Raider 120'' - 65''
- Rabbids Hollywood
- Spiderman
- Disney Crossy Road
- Rampage
- Flying Ticket
- Minion Wacker
- Crazy Tower

## Jeux sur mobile
- Black Out
- B.O.B.'s Super Freaky Job